# Kadsura japonica
Kadsura japonica là một loài thực vật có hoa trong họ Schisandraceae. Loài này được (L.) Dunal miêu tả khoa học đầu tiên năm 1817.